# Азербејџанско ткање тепиха
Азербејџанско ткање тепиха (азер. Azərbaycan xalça toxuculuğu) је историјска и традиционална уметност азербејџанског народа. Азербејџански тепих је традиционални ручно рађени тепих различитих величина, густе текстуре и површине без или са рељефом, чији су узорци карактеристични за многе азербејџанске регије. Израда тепиха је породична традиција која се преноси усмено и кроз праксу. Ткањем се током зиме баве женски чланови шире породице, девојчице уче од својих мајки и бака и супруге помажући својим свекрвама. Тепих се израђује на хоризонталним или вертикалним разбојима користећи разнобојну вуну, памучну или свилену пређу обојену природним бојама. Тепих се широко користи за кућни намештај и декорацију, а посебни теписи ткају се за лечење, церемоније венчања, рођење детета, ритуале жаловања и молитве.
2010. уметност ткања тепиха у Азербејџану додата је на УНЕСКО-ву листу нематеријалног културног наслеђа човечанства.

## Ткање тепиха и заједница
У годинама након независности Азербејџана од Совјетског Савеза, азербејџанска традиција ткања тепиха била је предмет посебне пажње напора азербејџанске владе да очува, проучава, промовише и развија традиције ткања тепиха. „Закон о заштити и развоју уметности тепиха у Азербејџану“ усвојио је председник Илхам Алијев у децембру 2004. године, ОЈСЦ „Азеркалха“ (азер. “Azərxalça" ASC) је основан у мају 2016. године,  Дан ткача тепиха почео је да се обележава 5. маја према председничкој уредби од 25.11.2016.  Нова зграда за Азербејџански музеј тепиха коју је пројектовао аустријски архитекта Франц Јанц у облику уроланог тепиха отворен је у августу 2014.  Поред тога, Државни програм о „Заштити и развоју уметности тепиха у Азербејџанској Републици 2018-2022“ одобрио је у фебруару 2018. председник Илхам Алијев са циљем обезбеђења снабдевања сировина за ову индустрију, побољшања инфраструктуре за ткање тепиха, подржавају успостављање нових радних места и спроводе обуку квалификованог особља у области ткања тепиха. Даље, пажња је посвећена преради вуне, производњи вуне и свиленог предива и погонима за прераду који се користе за бојење и производњу боја.